# Galeria del Barri del Mas
La Galeria del Barri del Mas és una obra del municipi de Terrades (Alt Empordà) inclosa en l'Inventari del Patrimoni Arquitectònic de Catalunya.

## Descripció
Està situada dins del nucli urbà de la població de Terrades, a la banda de migdia del terme, a l'extrem de llevant del Barri del Mas.
Es tracta d'un edifici auxiliar que forma part d'una de les cases d'època moderna que conformen el petit nucli del Barri del Mas. De fet, la construcció que ens ocupa està connectada amb la casa principal mitjançant un mur obert per una volta rebaixada. L'edifici és de planta rectangular, amb la coberta d'un sol vessant i distribuït en dos pisos. La part destacable és el pis superior, format per una galeria de quatre arcades de mig punt bastides amb maons, damunt pilars quadrats amb impostes motllurades a manera de capitells. Les dues arcades de la cantonada sud-est estan tapiades. Les obertures de la façana posterior, rectangulars, estan tapiades. Damunt la galeria hi ha una cornisa motllurada sostinguda per mènsules decorades.
La construcció està bastida en pedra sense treballar lligada amb morter, a la planta baixa, i feta de maons, al pis superior.

## Història
Segons el fons documental del COAC, la galeria del barri del mas és una construcció de mitjans del segle xix.